# Ярмола, Виктор Маркович

Могила Ярмолы

Виктор Маркович Ярмола (1922—1978) — советский промышленный и государственный деятель, директор Киевского машиностроительного завода, Герой Социалистического Труда (1971).

## Биография
Родился 26 ноября 1922 года в селе Карапыши Каневского уезда Киевской губернии Украинской ССР (ныне Мироновского района Киевской области Украины).
В 1948 году окончил Киевский политехнический институт.
В 1957—1961 годах был главным инженером завода «Киевприбор», в 1961—1978 годах — директор Киевского машиностроительного завода. Был членом КПСС.
Умер 24 мая 1978 года, похоронен в Киеве на Берковецком кладбище.

## Память
В 1984 году в Киеве в его честь была названа улица.

## Награды
- медаль «Серп и Молот» (26.04.1971)
- два ордена Ленина (25.07.1966, 26.04.1971)
- орден Октябрьской революции (29.03.1976)
- медали СССР